# Saison 2022-2023 du Dijon FCO
Maillots
Chronologie
Saison précédente Saison suivante
La saison 2022-2023 du Dijon FCO est la treizième du club en deuxième division, après avoir terminé 11e de Ligue 2 l'année passée.

## Avant-saison

### Situation de l'entraîneur et son staff
Entraineur principal de l'équipe bourguignonne lors de la saison précédente, Patrice Garande s'est mis d'accord avec le président pour ne pas poursuivre l'aventure au DFCO. Après de longues recherches, le club nomme Omar Daf comme entraineur principal le 17 juin 2022.

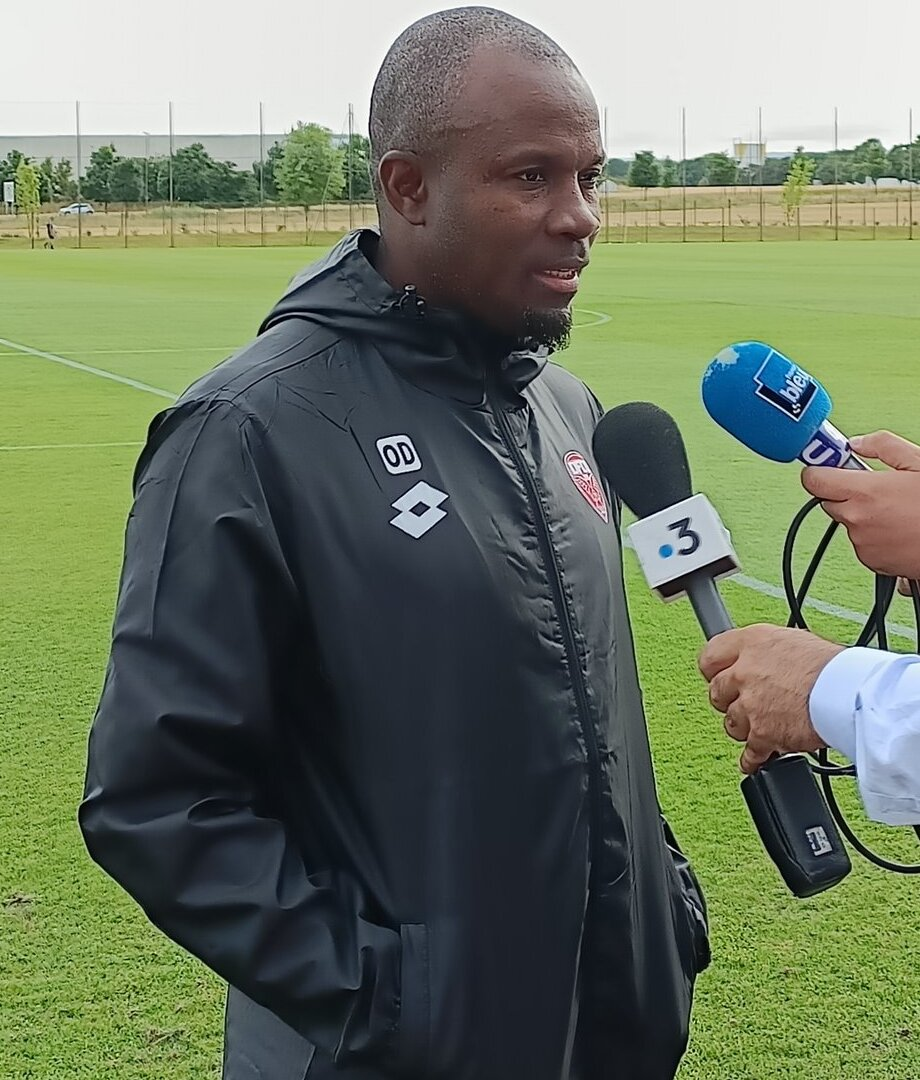
Omar Daf (photo) devient le nouveau coach du Dijon FCO.

L'ancien sochalien ramène 3 hommes dans ses bagages pour intégrer son nouveau staff : Stéphane Mangione (bien connu à Dijon puisqu'il est le joueur le plus capé de l'histoire du club) , Antoine Helterlin (préparateur physique) et Gérard Gnanhouan (entraineur des gardiens).

### Objectifs
Après une saison décevante qui s'est ponctuée par une 11e place au classement, le président Olivier Delcourt annonce que l'objectif est « de monter dès la saison prochaine ».
L'entraineur Omar Daf est quant à lui plus mesuré : « On sait que le championnat de Ligue 2 est très homogène, très difficile. On va travailler et on fixera les objectifs à un moment donné de la saison ».

### Transferts
Avant même que l'avant-saison débute, plusieurs départs sont annoncés : Bruno Ecuele Manga, Amir Arli (Samsunspor) et Erwan Belhadji (libres de tout contrat), Romain Philippoteaux (qui retourne au Stade brestois 29, son prêt étant terminé) et Frédéric Sammaritano (retraite).
Le club bourguignon fixe la date de la reprise le 22 juin 2022, et annonce par la même occasion la prolongation du jeune Ahmad Ngouyamsa (1 an + 1 an en option). Omar Daf annonce vouloir des renforts en attaque et au milieu, jugeant qu'il faut « amener un peu plus de percussion ».
La première recrue du mercato est Walid Nassi, jeune ailier de 21 ans, arrivant en provenance de St-Brieuc. Elle sera suivie par un autre ailier, Idrissa Camara, auteur d'une bonne saison en deuxième division turc.
Le 15 juillet 2022, le club officialise pour deux saisons sa troisième recrue en la personne de l'international sénégalais, Ousseynou Thioune. Il arrive directement du Football Club Sochaux-Montbéliard.
Le jeune camerounais Wilitty Younoussa n'est finalement pas prolongé, il quitte le club le 1er juillet 2022. Il rejoint le Rodez Aveyron Football dans la foulée.
Le 2 août 2022, le club annonce le recrutement de Xande Silva, ailier portugais de 25 ans, arrivant en provenance de Notthigham Forest. Il s'agissait d'une des priorités de la cellule de recrutement dijonnais.

Aux derniers jours du mercato estival, l'attaquant Aurélien Scheidler quitte à la surprise des supporters dijonnais le club, et s'engage pour le SSC Bari qui évolue en Serie B. Il est vite remplacé par le prêt en parallèle du jeune attaquant prometteur Loum Tchaouna en provenance de Rennes. Son arrivée fut facilitée par le fait que son frère évolue avec la réserve dijonnaise.

### Matchs amicaux de présaison

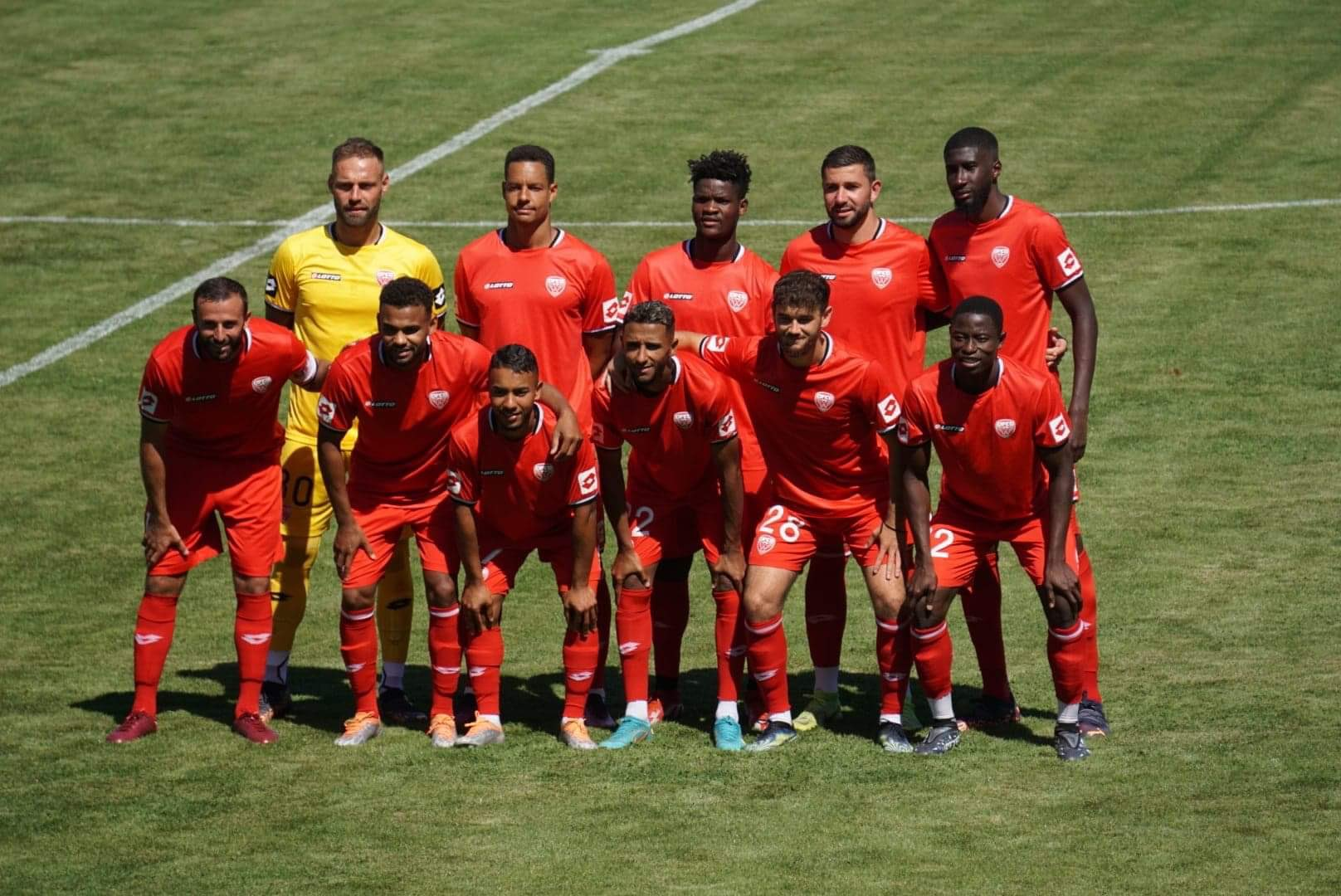
Le onze de départ dijonnais aligné contre le FC Annecy pour le compte de la préparation d'avant-saison.

Pour préparer au mieux la saison qui arrive, 5 matchs amicaux sont organisés au départ (Finalement 4 puisque celui contre le Racing Besançon sera annulé à la suite d'une avalanche de blessures du côté dijonnais). Le premier, contre l'ASC Saint-Apollinaire, modeste écurie de N3 mais aussi club voisin du DFCO, est largement et logiquement remportée par les Rouges (6-0). Les dijonnais s'imposeront par le même score contre le FC Villefranche Beaujolais lors de leur deuxième match amical de pré-saison. Les hommes d'Omar Daf encaisseront leur premier but de la préparation contre le FC Annecy (Ligue 2), et ne feront mieux qu'un match nul contre les promus savoyards. Pour conclure leur prépa, les bourguignons s'imposent contre Le Havre, autre écurie de deuxième division (1-0) grâce à une nouvelle réalisation de Mickaël Le Bihan (qui aura marqué dans chaque match de préparation). Le DFCO est donc resté invaincu durant toute la pré-saison.

## Compétitions

### Championnat
La Ligue 2 2022-2023 est la quatre-vingt-quatrième édition de Ligue 2. L'épreuve est disputée par vingt clubs réunis dans un seul groupe et se déroulant par matches aller et retour, soit une série de trente-huit rencontres.

#### Matchs allers

##### Journées 1 à 5: Début de saison prometteur
Les bourguignons entament leur saison par à un choc à domicile contre Saint-Étienne, tout juste relégué en Ligue 2. Dans un stade Gaston-Gérard bien garni, les hommes d'Omar Daf s'imposeront 2-1 grâce à des réalisations de Mickaël Le Bihan et Bryan Soumaré, mais surtout une maitrise collective totale, face une pâle équipe stéphanoise pas encore rodée pour un championnat qu'elle n'avait pas connu depuis 18 ans.

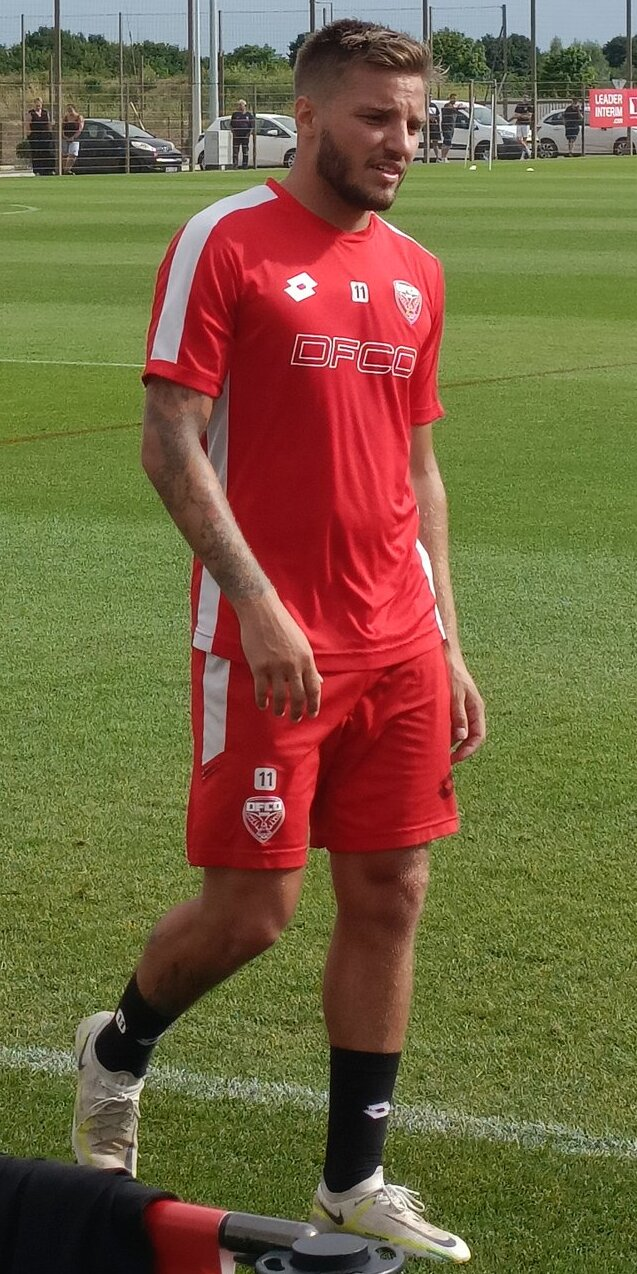
Valentin Jacob sera décisif dès sa première titularisation

Les dijonnais veulent garder leur belle dynamique à Pau, mais doivent faire le déplacement dans le Béarn sans Alex Dobre, Aurélien Scheidler, Yassine Benzia, Lucas Deaux et Valentin Jacob. Le DFCO se procurera les meilleures occasions du match, avec notamment un poteau touché par Idrissa Camara, mais ne parviendra pas à marquer par marque de réalisme, et ne ramènera donc qu'un point de ce déplacement (0-0).
Le DFCO reçoit ensuite le SM Caen, une équipe "taillée pour jouer la montée" d'après Daf. Dobre et Benzia sont écartés du groupe car en instance de départ tandis que Scheidler, Deaux et Jacob sont encore trop courts. La première mi-temps sera très équilibrée, mais Caen ouvrira le score en début de seconde mi-temps. Le DFCO égalisera grâce à Xande Silva, qui marque son premier but avec le maillot dijonnais, mais les normands reprennent l'avantage à la 87e. Cependant, la fin de match sera folle, et les bourguignons égaliseront sur pénalty dans le temps additionnel.
Toujours sans Scheidler ni Deaux, mais avec le retour de Jacob, les dijonnais reçoivent pour une seconde fois consécutive, cette fois-ci le Nîmes Olympique. Alors qu'il revient à peine de sa blessure, Jacob est aligné dans le onze titulaire, et marquera juste avant la mi-temps, grâce à un bel exploit individuel de Silva. Le Bihan marquera le but du break en seconde mi-temps, avant que Moussa Koné réduise l'écart d'une magnifique retournée acrobatique. Le DFCO s'impose donc 2-1, un premier succès face aux Gardois depuis avril 2014.
Sur leur lancée, les hommes de Daf veulent confirmer face à un autre prétendant à la montée, le FC Metz. Xande Silva ouvre le score, à la suite d'une interception haute de Senou Coulibaly à la limite de la faute, puis Le Bihan marquera le second but dijonnais à la 59e. Malgré la réduction du score des messins, et l'expulsion de Christopher Rocchia, le DFCO parvient à s'imposer de nouveau, et monte provisoirement à la 1ère place du classement en s'affirmant comme sérieux prétendant à la montée.

##### Journées 6 à 9: Septembre noir
C'est un DFCO en confiance qui reçoit le FC Annecy. Les hommes de Daf partent clairement favoris face au promu savoyard qui est toujours en quête d'un premier succès. C'est pourtant Annecy qui s'imposera (2-0), profitant de la maladresse de dijonnais peu inspirés. La série d'invincibilité d'Omar Daf prend donc fin.
Après cette première désillusion, un déplacement périlleux en Corse attend les bourguignons. Rien ne sourira au DFCO à Bastia, en plus de perdre Xande Silva sur blessure, Idrissa Camara trouvera le poteau adverse et les dijonnais s'inclineront pour une deuxième fois consécutive (1-0).

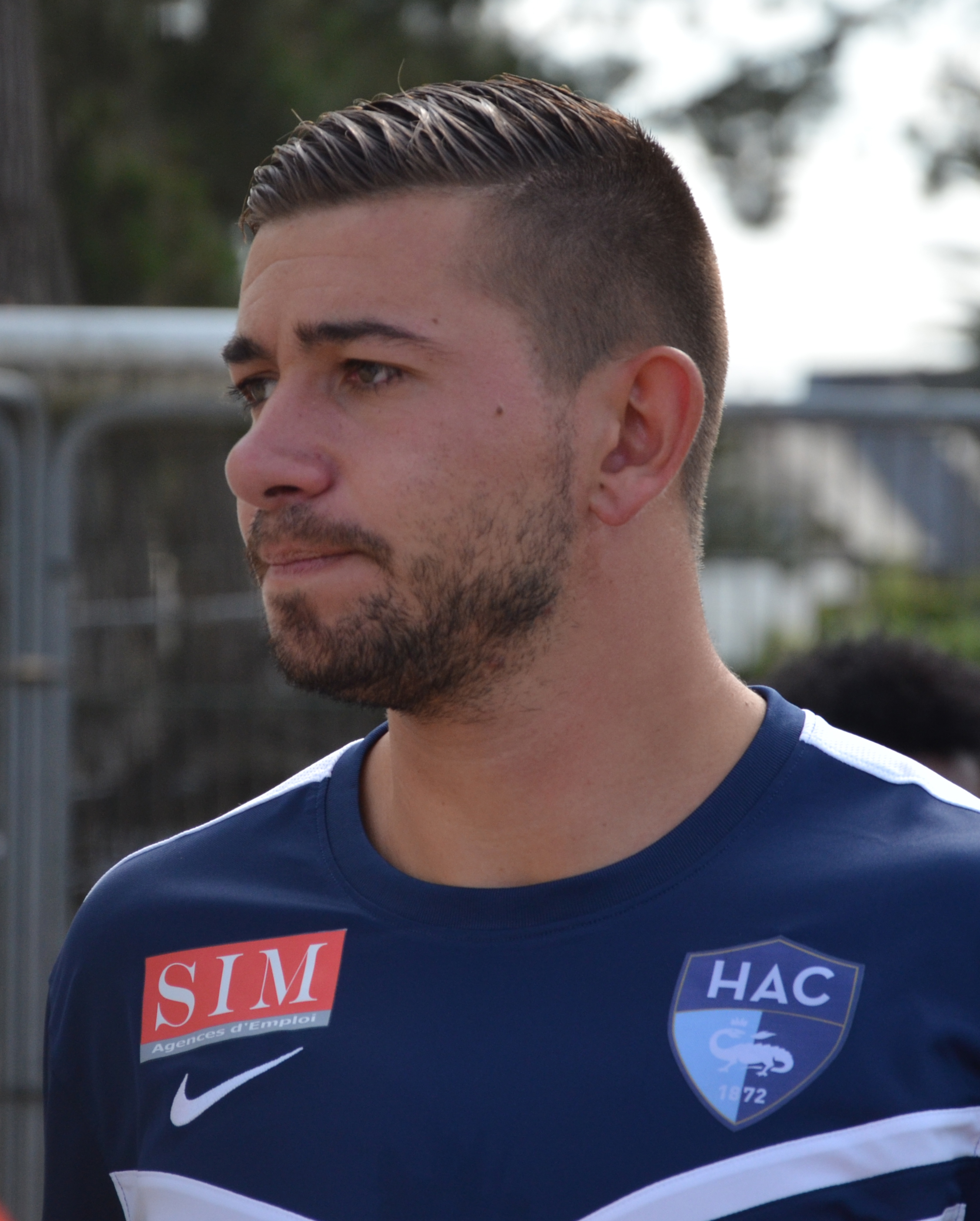
Mickaël Le Bihan est le seul buteur dijonnais du mois de septembre.

La réception du FC Sochaux-Montbéliard s'annonce explosif, Omar Daf retrouvant son ancienne équipe avec laquelle il est parti en mauvais terme. Le DFCO fera une bonne entame et Le Bihan trouvera le poteau droit sochalien en première mi-temps. Mais les visiteurs ouvriront le score à la 26e grâce à une tête d'Ibrahim Sissoko, ce qui refroidira les ardeurs dijonnaises. Les sochaliens profiteront de l'apathie bourguignonne pour marquer un second but, grâce à une réalisation de Moussa Doumbia. N'arrivant pas à réagir, les hommes de Daf s'inclineront pour une troisième fois consécutive, mais restent confiants pour la suite,.

Un déplacement périlleux attend des dijonnais qui veulent stopper leur spirale négative à Bordeaux, une écurie au pied du podium, et meilleure défense de L2. De plus, Omar Daf doit faire un onze titulaire avec beaucoup d'absents. C'est donc le jeune Reda Benchaa qui se retrouve titulaire en défense, mais il sera fautif sur le premier but bordelais en commettant une faute entrainant un pénalty. Les locaux domineront toute la première mi-temps, et le score aurait pu être plus important sans un bon Baptiste Reynet. Les dijonnais seront plus entreprenants en seconde mi-temps, et sont logiquement récompensés par l'égalisation de Le Bihan. Mais Bordeaux marquera un autre but à la 87e, et malgré une grosse occasion pour Ahlinvi dans le temps additionnel, le DFCO doit s'incliner (1-2) pour une quatrième fois consécutive. C'est une première dans la carrière d'Omar Daf. Le coach sénégalais pointera les erreurs d'arbitrages en faveur de Bordeaux pour justifier cette nouvelle défaite. 

##### Journées 10 à 15: Série sans victoire

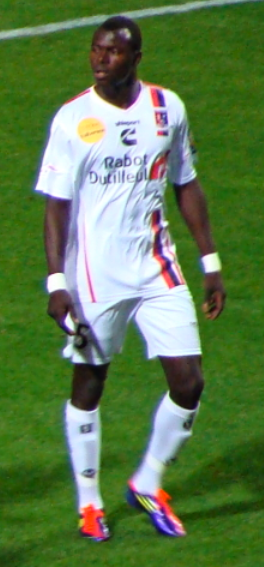
Zargo Touré met fin à une disette de buts dijonnais à domicile.

Après une trêve internationale salvatrice, le DFCO veut stopper sa spirale négative face au Havre, alors deuxième de Ligue 2. Dans un match très pauvre offensivement, les dijonnais réussiront à mettre fin à leur série de défaites en prenant le point du nul (0-0) face à une équipe normande qui se sera procuré les seules occasions du match.
Avec un peu plus de confiance, les hommes de Daf veulent renouer avec le succès sur ce déplacement à Amiens, et ouvriront le score très tôt dans le match grâce à un contre son camp de Régis Gurtner (0-1). Le match semblera basculer du côté dijonnais avec un pénalty obtenu par Le Bihan (qui sera arrêté par Gurtner), puis l'expulsion de Nicholas Opoku côté amiénois. Mais malgré l'infériorité numérique des locaux, Amiens égalisera sur pénalty (1-1) avant de prendre l'avantage à la 88e grâce à un but de l'ancien dijonnais Gaël Kakuta (2-1). Après ce sabordage, Omar Daf se dira "en colère".
Cette nouvelle contre-performance n'est pas du goût d'Olivier Delcourt, qui décide de convoquer tout l'effectif le lendemain du match, tout en affirmant qu'il attendait une réaction pour le prochain match. La réception de l'US Quevilly Rouen Métropole est un évènement spécial pour le club dijonnais puisque les Lingon's Boys, un des principaux groupes ultras du DFCO, fête ses 10 ans. Cette soirée ne sera pourtant pas un soir de fête, puisque les hommes de Daf ne feront mieux qu'un match nul, tout en se procurant trop peu de situations. L'entraîneur dijonnais réagira après le match en parlant de "grande déception".

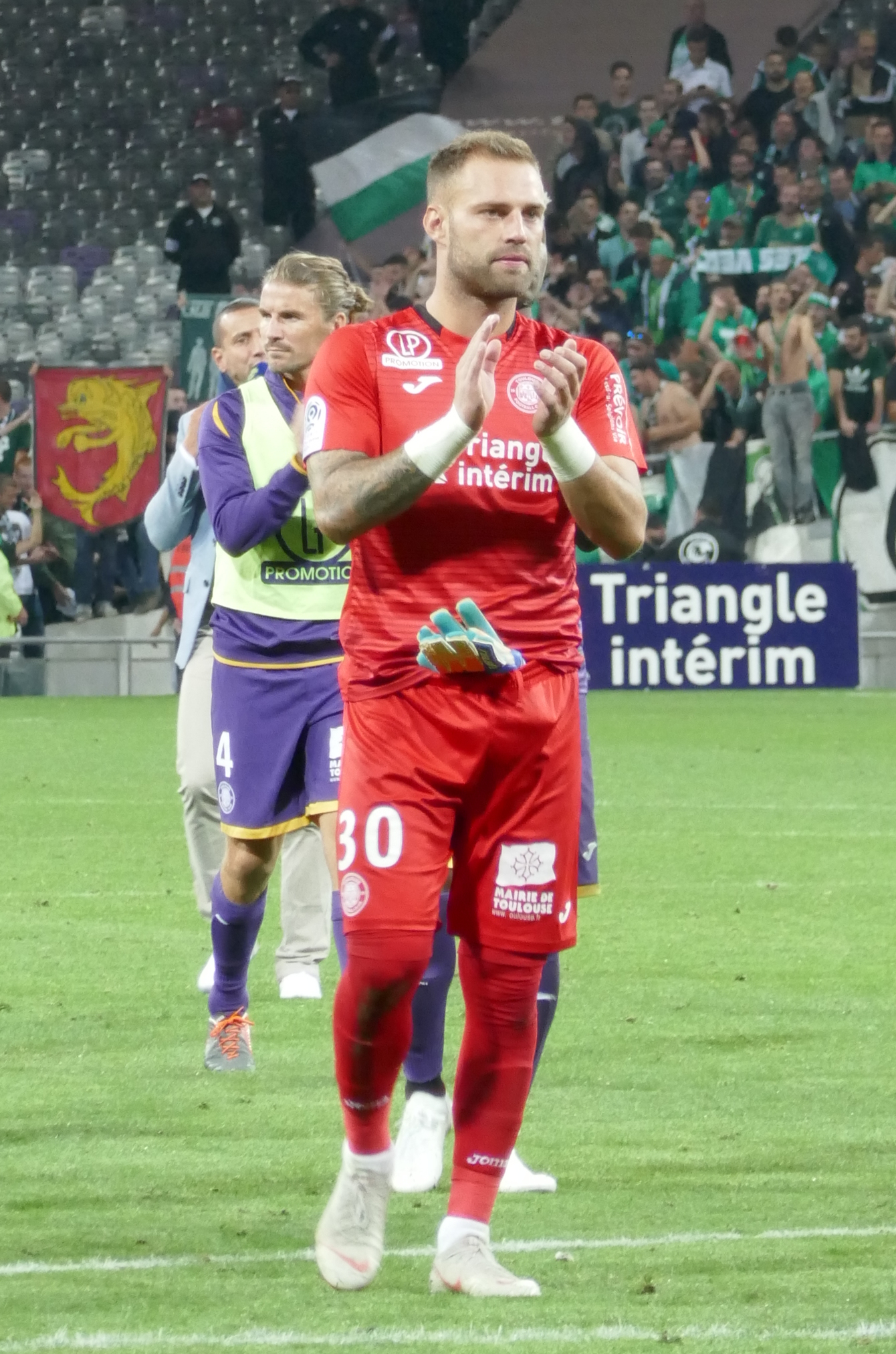
Baptiste Reynet devient le joueur le plus capé de l'histoire du Dijon FCO.

Alors que les bourguignons sont dans le mal, et s'approchent dangereusement de la zone rouge, le déplacement sur la pelouse de Niort, qui est bon dernier du championnat, semble être le match idéal pour se relancer. Omar Daf peut en plus de nouveau compter sur Zargo Touré, qui était absent depuis août dernier. Dans une rencontre marquée par l'enjeu, les deux équipes se créeront très peu d'occasions en première mi-temps, avant que le DFCO ouvre le score grâce à un exploit individuel de Le Bihan, qui sert ensuite parfaitement Roger Assalé (0-1). Mais le scénario catastrophe va ensuite s'enclencher, avec l'expulsion de Xande Silva à la 76e, puis l'égalisation de Bilal Boutobba (1-1) juste avant le début du temps additionnel qui sera ensuite suivi par un but de Ibrahima Conté à la toute dernière minute (2-1). Nouvelle désillusion pour le Dijon FCO qui semble maintenant rejoindre le peloton des équipes qui jouent le maintien.
Sur une série de 8 matchs sans victoires (9 victoires TCC en comptant l'élimination en Coupe de France), le DFCO reçoit l'EA Guingamp, une équipe en méforme. Omar Daf veut "éviter les erreurs bêtes" sur ce match. C'est pourtant les bretons qui vont ouvrir le score, juste avant la mi-temps (0-1). Mais les hommes de Daf vont réagir, et Zargo Touré égalisera sur corner à la 52e (1-1). Le match sera ensuite à sens unique, les bourguignons se procureront les meilleures occasions, avec notamment la barre transversale trouvé par Le Bihan, et un pénalty évident non sifflé sur Idrissa Camara. Le score ne bougera pas, et le coach dijonnais fera part de sa frustration en affirmant en conférence de presse que le match aurait dû être gagné. Ce match sera historique pour le Dijon FCO puisqu'avec la titularisation de Baptiste Reynet, le gardien dépasse Stéphane Magione et devient le joueur le plus capé de l'histoire du club.
Un DFCO en "manque de réussite et d'efficacité" se déplace sur le terrain de Grenoble, alors prétendant au podium. Omar Daf doit faire sans son gardien titulaire, Reynet, ni Thioune, Marié ou Deaux. De plus, le coach sénégalais décide de sanctionner Xande Silva, pour plusieurs retards. C'est donc un milieu Didier Ndong/Jessy Pi qui est aligné. Les dijonnais montrent un visage intéressant, et auraient même pu l'emporter sur une très belle situation de Walid Nassi dans le temps additionnel.

Malgré la série de 11 matchs sans victoire, et une 16e place à égalité de points avec le premier relégable, Omar Daf est encore soutenu par ses joueurs et en interne. 

##### Trêve Coupe du Monde 2022 au Qatar
Durant la trêve due à la Coupe du Monde 2022 de football au Qatar, un stage au Portugal et 2 matchs amicaux sont organisés pour maintenir la forme physique des joueurs.

Le match contre Clermont Foot 63 est annulé en raison d'un terrain impraticable. 

#### Journées 16 à 19: Score fleuve face à Laval, puis rechute
Face à une équipe lavalloise décimée par les blessures et les suspensions, le DFCO a l'occasion de se relancer après la trêve. Alors que Laval a l'occasion d'ouvrir le score en début de match, avec une situation de tir pour Edson Seidou, c'est Dijon qui ouvre le score à la 27e minute, grâce à un but contre-son-camp de Pierrick Cros (1-0). Les bourguignons dérouleront par la suite, avec une réalisation de Bryan Soumaré (2-0), puis de Mickaël Le Bihan (3-0) juste avant la mi-temps. Xande Silva alourdit le score à la 63e (4-0), puis Soumaré se montre de nouveau décisif en transformant un pénalty obtenu par Ahmad Ngouyamsa (5-0).

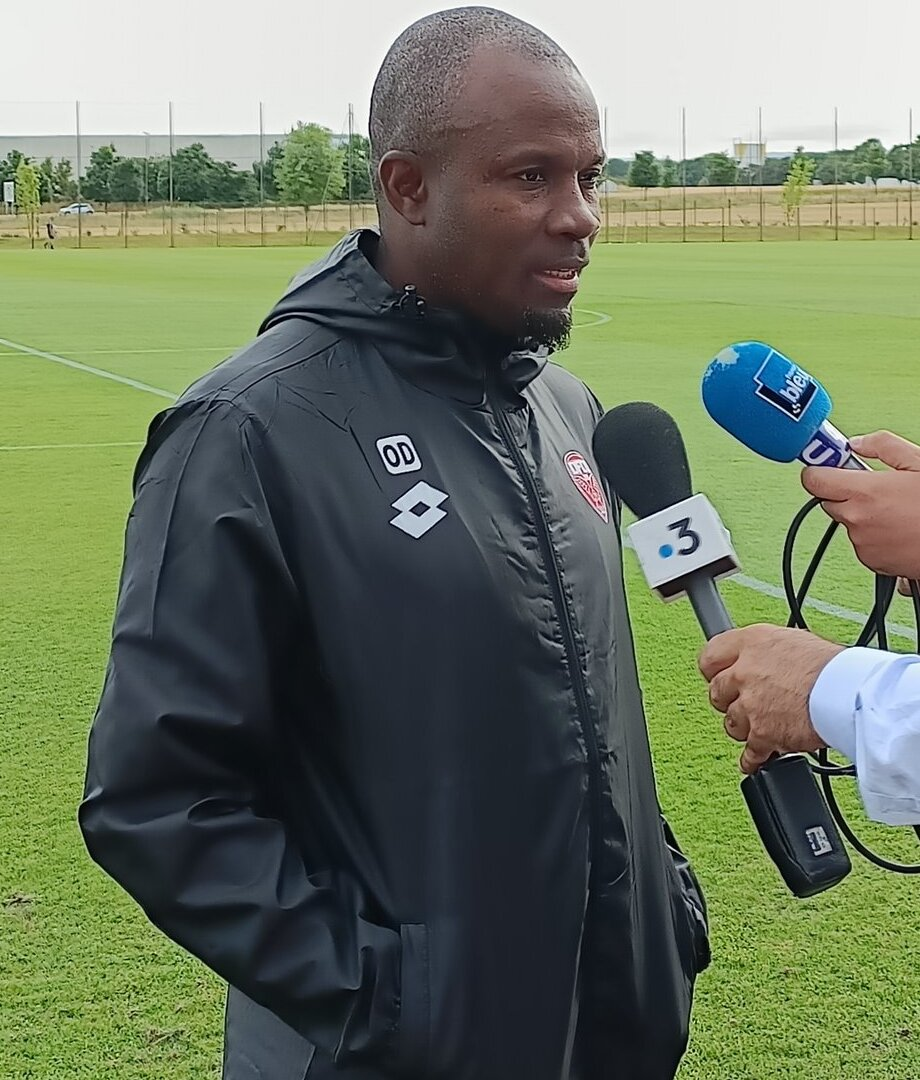
Omar Daf (photo) réclame des renforts à la suite d'une nouvelle désillusion en championnat.

Voulant confirmer cette large victoire sur la durée, les hommes d'Omar Daf se déplacent à Rodez avec beaucoup d'ambitions. Pourtant, c'est bien Rodez qui ouvrira le score, grâce à une tête de Clément Depres sur corner à la 9e minute (1-0). Les rhuténois ne tardent pas pour se mettre à l'abri, puisque Depres inscrira un autre but moins de 10 minutes plus tard (2-0). Apathique, le DFCO ne montrera rien d'intéressant jusqu'à la mi-temps, avant de mettre un peu plus d'intensité au retour des vestiaires. Ce petit sursaut d'orgueil sera récompensé par la réduction de l'écart de Xande Silva à la 62e , bien servi par Valentin Jacob (2-1). Mais Rodez reste solide, et les dijonnais doivent s'incliner pour la 7ème fois de la saison. Omar Daf réclamera des recrues après le match : « Si on veut voir un autre visage, il faut absolument qu’on ait des renforts ».
Un autre déplacement attend les bourguignons, cette fois-ci en terre parisienne. Ne voulant pas voir son équipe répéter les mêmes erreurs qu'à Rodez, Omar Daf insiste en conférence de presse sur l'importance de l'entame de match, et « attend une vraie prise de conscience ». Malgré ce rappel, le DFCO pliera contre le Paris FC dès la 12e, avec une réalisation de Jonathan Iglesias qui profite d'une erreur de Senou Coulibaly (1-0). Les locaux ont même plusieurs situations pour se mettre à l'abri, face à une équipe dijonnaise trop timorée. Pas satisfait de la performance des siens, Daf décide de passer en 4-2-3-1 avec les entrées de Bryan Soumaré et Didier Ndong. Les changements se montrent judicieux puisque Xande Silva égalise à la 62e, servi à la limite du hors-jeu par Zargo Touré (1-1). Le jeune Walid Nassi a même le ballon du 1-2, mais la gardien parisien Vincent Demarconnay remporte son duel. Ce tournant mal négocié sera fatal pour les dijonnais puisqu'à la 84e, un carton rouge sera adressé à Cheick Traoré par l'arbitre. Le PFC va profiter de sa supériorité numérique pour reprendre le contrôle du jeu. Les hommes d'Omar Daf vont craquer dans le temps additionnel, le jeune Loup-Diwan Gueho profitant d'un corner parisien mal repoussé pour donner l'avantage à son club formateur (2-1). Nouvelle désillusion pour le DFCO, qui se retrouve dans la zone rouge.

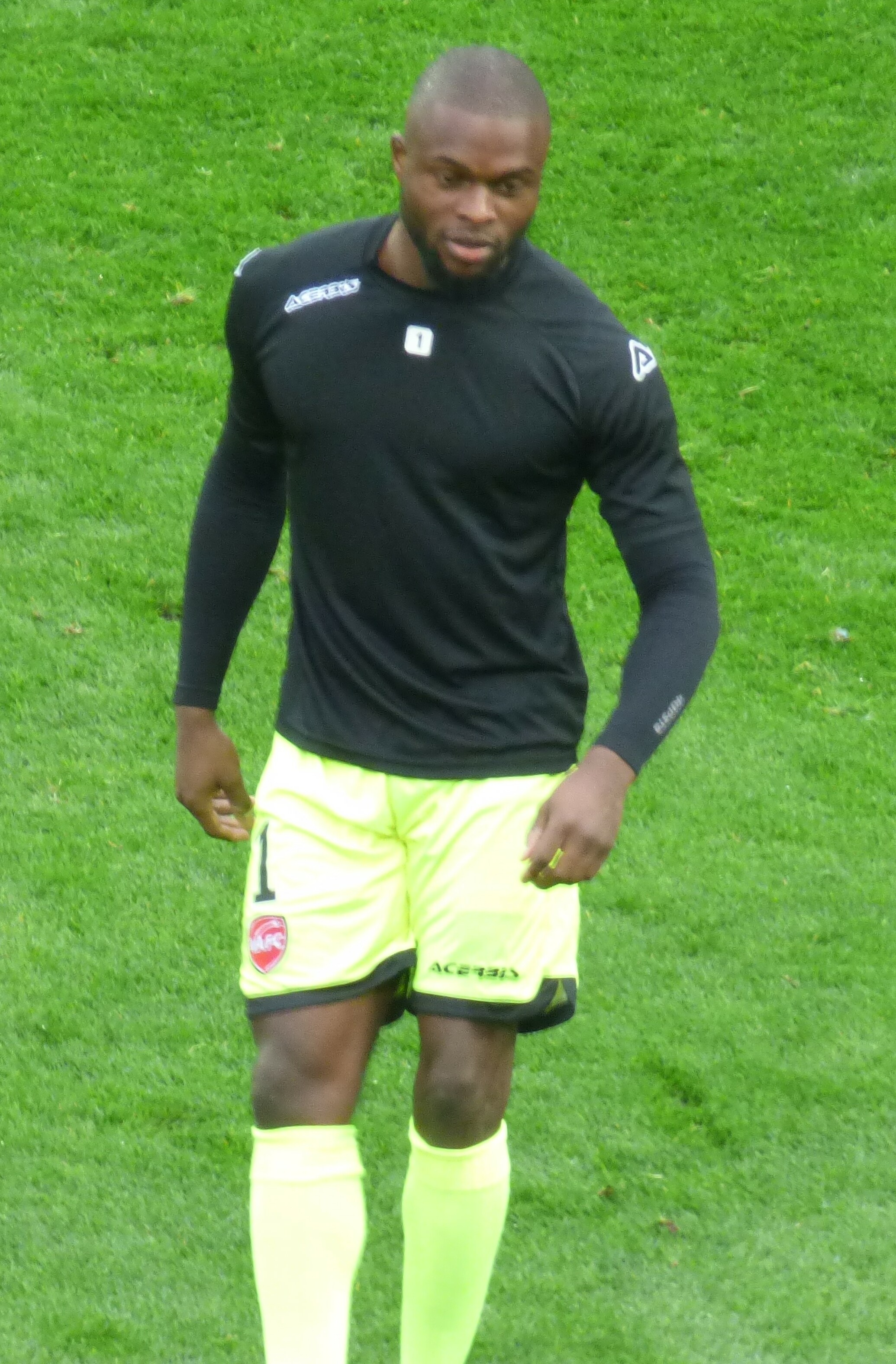
Hillel Konaté (photo) se montre décisif malgré lui pour permettre au DFCO d'obtenir sa première victoire en 2023.

À la suite d'un carton rouge obtenu en fin de match face au Paris FC, Omar Daf ne peut pas être présent sur le banc de touche face à Valenciennes. C'est donc son adjoint, Stéphane Mangione, qui assure le rôle d'entraîneur principal exceptionnellement. Dans un match fermé, Christopher Rocchia se montre en forme sur son côté gauche, en étant à l'origine des rares situations dijonnais. Les nordistes font passer quelques frissons dans la défense dijonnaise, mais cela n'empêche pas Mickaël Le Bihan d'ouvrir le score à 45e+1, profitant d'une sortie ratée de Hillel Konaté à la suite d'un centre de Rocchia (1-0). Mais cet avantage sera de courte durée, puisque les visiteurs obtiennent un pénalty dès le début de la seconde mi-temps, avec un pénalty obtenu par Mohamed Kaba et transformé par Jason Berthomier (1-1). À la suite de cette égalisation, les Bourguignons ne parviennent pas à prendre le contrôle du match, et tout semble indiquer que le DFCO n'aura pas mieux que le point du nul à l'issue de la rencontre. Mais les bourguignons vont béneficier d'une nouvelle erreur du portier adverse, Konaté, pour reprendre l'avantage. Trouvé dans la profondeur par Valentin Jacob, Idrissa Camara tente une frappe décroisée au sol sans vraiment de conviction. Konaté laisse pourtant échapper le ballon, qui franchit la ligne de justesse (2-1). Avec cette réalisation, Camara marque son premier but avec le DFCO. Gardant le dos rond malgré les offensives adverses, les dijonnais se montrent solides et gardent l'avantage jusqu'au coup de sifflet final. Ce précieux succès est synonyme de première victoire en 2023 pour les hommes de Daf, mais elle permet aussi à l'équipe de sortir de la zone rouge.

#### Matchs retours

##### Journées 20 à 23: Virages mal négociés
Toujours à la lutte pour la maintien, le DFCO reçoit Bordeaux, prétendant à la montée, avec un peu moins de pression à la suite de son succès contre le VAFC. Omar Daf sent que son équipe est sur « une phase ascendante depuis quelques semaines ». L'entraîneur dijonnais doit choisir son onze de départ sans Mickaël Le Bihan, suspendu, mais aussi Christopher Rocchia et Ahmad Ngouyamsa blessés. Il peut en revanche compter sur la première recrue du mercato dijonnais, Paul Joly, qui est directement aligné sur le couloir gauche de la défense. Mais rapidement, l'écart de niveau est trop grand entre les Girondins de Bordeaux, et le Dijon FCO. Yoann Barbet ouvre le score de la tête dès la 12e (0-1) , profitant d'une sortie hésitante de Baptiste Reynet. Le capitaine bordelais alourdit le score en seconde mi-temps, en marquant un coup franc direct à la 56e (0-2) avant que Dilane Bakwa n'y aille aussi de son but à la 60e à la suite d'un numéro de soliste dans la défense dijonnaise (0-3). Apathique, l'équipe dijonnaise ne parvient pas à réagir, même si Valentin Jacob aura une situation pour sauver l'honneur en fin de match. Omar Daf regrettera « les attitudes après le deuxième but », et promet que « plus jamais on ne reverra une équipe de Dijon montrer une telle image après un but encaissé » à la suite d'une réunion qu'il a eu avec les joueurs après le match. Senou Coulibaly pointera quant à lui « un manque de caractère » de ses coéquipiers.

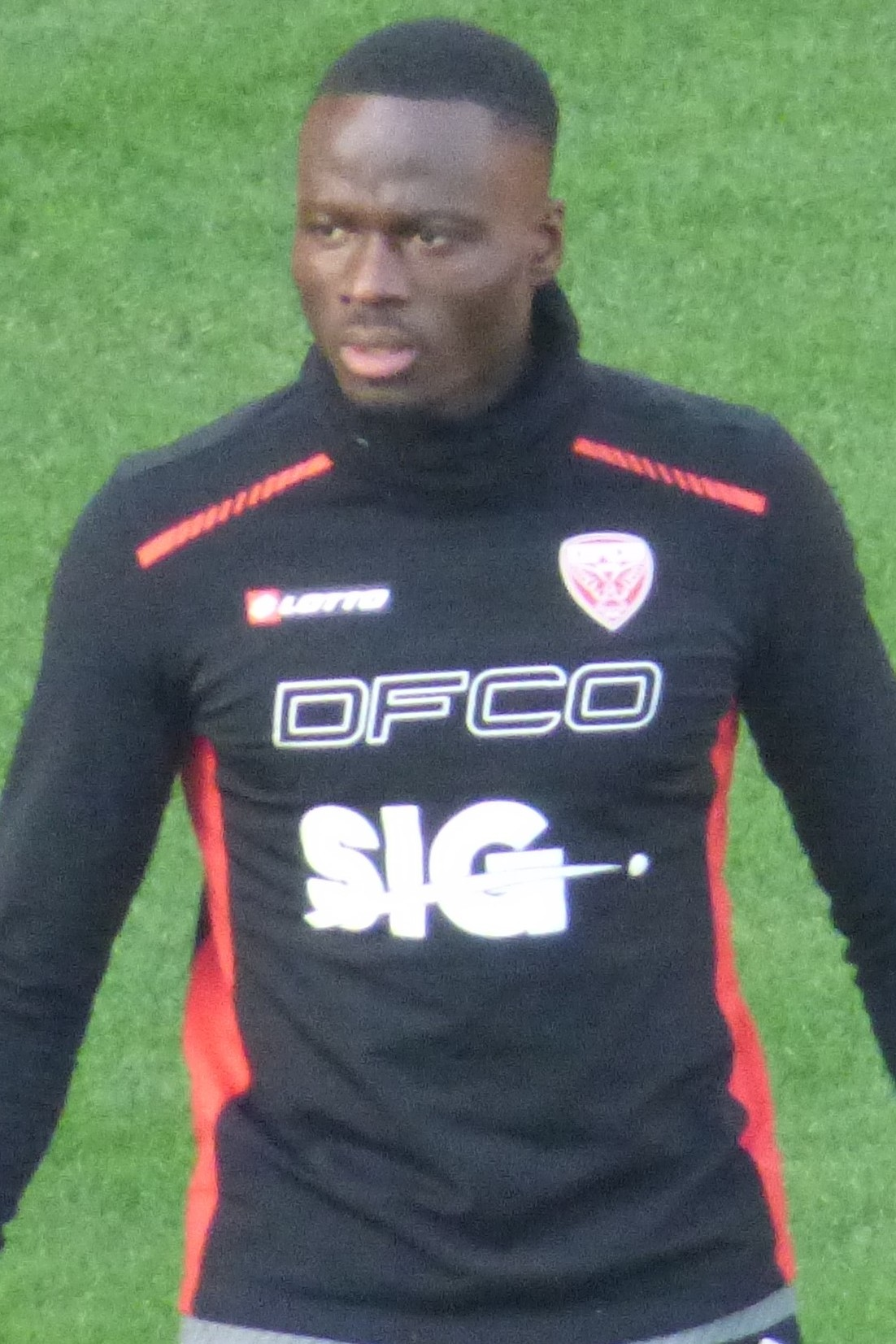
Profitant de la méforme de Baptiste Reynet, Saturnin Allagbé (photo) devient titulaire dans les cages dijonnaises.

La semaine qui suit semble être un véritable tournant pour la saison dijonnaise, avec une possibilité au DFCO de se donner de l'air face à des concurrents directs au maintien : Laval, Niort et Saint-Étienne.
Omar Daf peut compter sur le retour de suspension de Le Bihan, et assure que son équipe « va tout faire pour faire le plein » même s'il tempère un peu, en rappelant qu'il « y aura encore beaucoup de matches » et que donc « rien ne sera joué ». Daniel Congré partage le discours de son entraineur, en affirmant que la semaine qui arrive est « importante », mais qu'elle « ne sera pas capitale pour la suite ». Pour son onze de départ face à Laval, Daf procède à des choix forts. L'habituel titulaire aux cages, Reynet, commence sur le banc au profit de Saturnin Allagbé. Encore trop juste physiquement, Xande Silva débute lui aussi sur le banc, au côté de Valentin Jacob. Allagbé ne tarde pas à se montrer décisif, puisque dès la 4e il sort une parade face à Marvin Baudry, avant que le ballon revienne sur Geoffray Durbant qui trouve la barre transversale, suivi par Edson Seidou qui rate l'immanquable. Après ce temps fort pour Laval, les dijonnais réagissent timidement avec une frappe au-dessus de Le Bihan, puis Camara qui trouve les gants de Sauvage. Allagbé va par la suite être de nouveau sollicité, en s'imposant dans les airs face à Jimmy Roye, puis en sauvant du bout du pied une reprise de Simon Elisor. Voyant que son équipe est en difficulté sur cette première mi-temps, Daf décide de procéder à des changements offensifs, avec les entrées de Nassi, Silva et Jacob. De retour des vestiaires, Allagbé doit de nouveau s'illustrer, avec une double parade face à Durbant. Walid Nassi pense ouvrir le score à la 59e, mais son but est refusé pour un léger accrochage sur Seidou. Le DFCO craque logiquement moins de 10 minutes plus tard, avec l'ouverture du score pour Laval signé Durbant, qui trompe Allagbé au premier poteau en plaçant le ballon entre les jambes du portier. Les dijonnais tentent de réagir en multipliant les corners, mais cela n'est pas suffisant et le DFCO s'incline de nouveau 3 jours après le revers contre Bordeaux. 

Face au Chamois niortais, le Dijon FCO ne semble plus avoir le choix, et doit gagner face à la lanterne rouge pour ne pas sombrer complétement. En conférence de presse, Senou Coulibaly affirme que le club bourguignon joue maintenant « 17 finales ».Pour ce match, Daf reste sur la continuité en gardant Allagbé dans les cages, tandis que le Nassi est titulaire en attaque après sa belle entrée face à Laval. Le jeune attaquant marocain se procure une grosse occasion dès le début de la recontre après avoir été trouvé par Jacob. Les hommes de Daf domine ce début de match, mais c'est Niort qui va ouvrir le score d'un magnifique lob lointain de Junior Olaitan. Cueillis à froid, les joueurs dijonnais ne parviennent pas à rependre le contrôle du match, et sont même mis à danger sur des contres niortais, où Ngom rate l'occasion du 0-2. Malgré deux dernières situations pour Cheick Traoré, puis Paul Joly, le DFCO s'incline finalement 0-1 et voit sa place en Ligue 2 être de plus en plus menacée.  

##### Changement de coach
Le 3 avril 2023, Omar Daf est démis de ses fonctions d'entraineur principal.
Il est remplacé par Pascal Dupraz le jour même.

#### Matchs retours (Dupraz)
Après sa défaite au Havre, le DFCO est officiellement reléguée en National 1, un championnat que n'avait pas connu le club bourguignon depuis la saison 2003-04.

## Effectif professionnel actuel
Le tableau ci-dessous recense l'effectif professionnel actuel du DFCO pour la saison 2022-2023